# Jedd Gyorko
Jedd Lindon Gyorko (ur. 23 września 1988) – amerykański baseballista występujący na pozycji drugobazowego i trzeciobazowego w St. Louis Cardinals.

## Przebieg kariery
Gyorko studiował na West Virginia University, gdzie w latach 2008–2009 występował w drużynie uniwersyteckiej West Virginia Mountaineers na pozycji łącznika. W 2010 został wybrany w drugiej rundzie draftu przez San Diego Padres i początkowo występował w klubach farmerskich tego zespołu, między innymi w Tucson Padres, reprezentującym poziom Triple-A. W Major League Baseball zadebiutował 1 kwietnia 2013 w meczu przeciwko New York Mets, w którym zaliczył uderzenie. 1 maja 2013 w spotkaniu z Chicago Cubs zdobył pierwszego w MLB home runa. W kwietniu 2014 podpisał nowy, sześcioletni kontrakt wart 35 milionów dolarów.
W grudniu 2015 w ramach wymiany zawodników przeszedł do St. Louis Cardinals.